# Tropacocaïne
La tropacocaïne est un alcaloïde tropanique chimiquement apparenté à la cocaïne. Ses effets psychoactifs sont mal connus, mais estimés bien moindres que ceux de la cocaïne, pour une toxicité similaire. La benzoyltropine est son isomère de configuration, légèrement plus actif.

## Synthèse
La tropacocaïne est synthétisable à partir de la tropone en 5 étapes.
1. Le noyau tropone est traité au tétrahydruroborate de sodium (NaBH4) pour donner du 3,5-cycloheptadièn-1-ol.
2. Ce dernier réagit avec de l'acide benzoïque en présence de DCC, DMAP, et Dichlorométhane pour donner un ester de benzoate.
3. Celui-ci est aziridinisé sur l'une des deux double liaisons du cycle heptadiène : cette réaction donne un racémique de deux diastéréoisomères (lesquels donneront par la suite soit de la tropacocaïne, soit de la benzoyltropine).